# Obersimmentaler Heimatmuseum

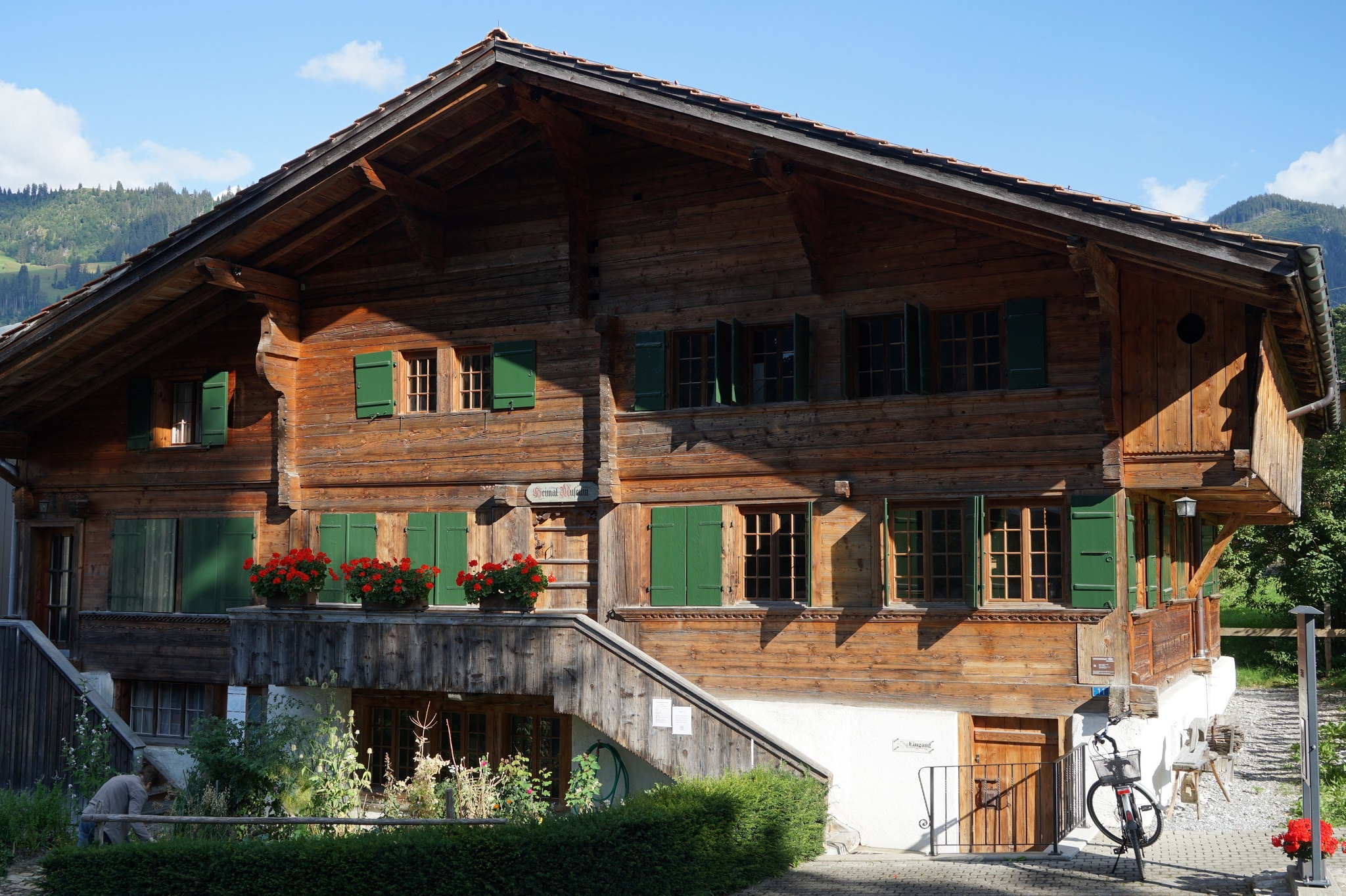
Hauptfassade des Hauses (2021)

Das Haus Obersimmentaler Heimatmuseum im Hauptort der Gemeinde Zweisimmen im Schweizer Simmental ist ein denkmalgeschütztes Simmentaler Bauernhaus aus dem Jahr 1647, das 1750 zum Schulhaus umgebaut wurde. Das Heimatmuseum wurde 1983 eingerichtet und ist am Obersimmentaler Hausweg mit der Nummer «13» ausgewiesen.

## Lage
Das Gebäude liegt in Hanglage im «Chilchstalden» südlich des Dorfs an der Kirchgasse mit der Nummer «11». Die benachbarte kleine Scheune aus dem 18. Jahrhundert mit der Nummer «11a» ist ebenfalls denkmalgeschützt und «historisch wie ortsbildlich relevant». Die Baugruppe nimmt durch ihre Lage gegenüber dem «qualitätvollen Kirchbezirk» eine besondere Stellung ein.

## Geschichte
Der Kern des Bauernhauses stammt aus dem Jahr 1647. Die Baugeschichte ist noch nicht vollständig geklärt, da Balken eines Vorgängerbaus eine Wiederverwendung gefunden haben könnten. Im Innern des Obergeschosses nennt eine gekerbte Bauinschrift den Landeshauptmann Salomon Martig als mutmasslichen Bauherrn. Das Haus wurde 1750 «tief greifend» zum Schulhaus umgebaut und als solches bis 1862 genutzt. Im Juli 1983 wurde das Heimatmuseum eröffnet, 2006 der Vorgarten als mittelalterlicher Themengarten mit Heil- und Nutzpflanzen angelegt.
Das Bauwerk wurde per Regierungsratsbeschluss (RRB 3871) im Jahr 1984 geschützt. In das «Bauinventar» der Denkmalpflege des Kantons Bern wurde es 2009 als «schützenswert» aufgenommen. Kulturgüter-Objekte der «Kategorie C» wurden mit Stand Oktober 2021 noch nicht veröffentlicht.

## Beschreibung
Die Hauptfassade des Holzhauses ist nach Westen zur Strasse orientiert und erhebt sich über dem massiven Sockelgeschoss, das die Lage am Hang ausgleicht. Ein zentraler Durchgang führt zur rückseitigen Küche und trennt zwei ungleiche Stuben. Die Küche hat noch einen Bretterkamin und weiteren Eingang. Die Fassade ist bis zum Dach asymmetrisch angelegt. Das Stubengeschoss ist in Ständerbauweise ausgeführt. Die Stuben haben zweimal drei und einmal vier Fensterachsen. Die durchlaufenden Fensterbänke sind mit Schnitzwerk verziert. Die traufseitige Befensterung stammt wohl aus der Zeit des Umbaus zum Schulsaal.
Der leicht vorkragende Gaden ist in Blockbauweise ausgeführt. Die Fenster zeigen ein kleineres Format bei unterschiedlichen Grössen und sind zu einer, zwei und vier Achsen gruppiert. Die Befensterung der Rückfassade zeigt eine «antiquierende Würfel- und Rautenornamentierung» im Stile des 16. Jahrhunderts, die wohl erst nach 1900 angebracht wurde. Alle Fenster des Hauses haben einfache Läden. Das Dachgeschoss zeigt keine Fenster. Die fünf Blockkonsolen haben unterschiedliche Abstände und Dimensionen.
Die Scheune ist Teil der Baugruppe und gehört zum Heimatmuseum. Sie ist ein kleiner Holzbau und ebenfalls in gemischter Bauweise ausgeführt. Das Erdgeschoss in Ständerbauweise hatte zwei einlägrige Ställe, mit Zugängen von der Kirchgasse und beim anderen von der Südseite. Der Abbund und Schwellenkranz besteht aus Kanthölzern. Der Heuboden zeigt eine Blockbauweise mit abgesetzten Rundhölzern. Das zweiflügelige «Heutor» ist in die strassenseitige Giebelfront eingesetzt. Das Satteldach ist mit Schindeln eingedeckt. Ein unbearbeiteter Findling schützt die Südostecke als Radabweiser.

## Heimatmuseum
Die weitgehend original erhaltene Innenausstattung gilt als «wertvoll». Das Stubengeschoss besteht aus der grossen Küche, dem «Küchenstübli» und zwei Hauptstuben. Der «Blankenburger Ofen» mit den Keramiken aus dem benachbarten Weiler gilt als ein Glanzlicht des Museums. Das Gadengeschoss mit mehreren Zimmern zeigt eine Schuhmacher-Werkstatt und ein Schlafzimmer mit Gegenständen aus dem 18. Jahrhundert. Das Sockelgeschoss bietet Raum für Wechselausstellungen und die Kirchturmsuhr von 1856. Die meisten Ausstellungsstücke werden offen präsentiert und nicht in Vitrinen hinter Glas gezeigt. Hinter dem Museum steht die «Heimatvereinigung».